# 128065 Bartbenjamin
128065 Bartbenjamin è un asteroide della fascia principale. Scoperto nel 2003, presenta un'orbita caratterizzata da un semiasse maggiore pari a 2,9857773 UA e da un'eccentricità di 0,1337043, inclinata di 7,79405° rispetto all'eclittica.